# Mińska Wyższa Szkoła Partyjna
Mińska Wyższa Szkoła Partyjna (biał. Мінская вышэйшая партыйная школа, Minskaja wyszejszaja partyjnaja szkoła) – uczelnia działająca w latach 1956−1991 w Mińsku w Białoruskiej SRR, zajmująca się przygotowaniem wstępnym i właściwym pracowników Komunistycznej Partii Białorusi (KPB), radzieckich i komsomolskich, pracowników druku, radia i telewizji.

## Charakterystyka
W 1946 roku została założona Republikańska Szkoła Partyjna przy Komitecie Centralnym Komunistycznej Partii (bolszewików) Białorusi. Nauka w niej trwała 2 lata. Posiadała grupy: organizacyjno-partyjną, propagandową, pracy komsomolskiej i dziennikarstwa. W 1956 roku na bazie tej uczelni utworzona została Mińska Wyższa Szkoła Partyjna. Nauka w niej trwała 4 lata na studiach dziennych, 5 − na zaocznych. Przyjmowani byli działacze komunistyczni ze średnim wykształceniem. Od 1962 roku działał na niej oddział w dwuletnim czasem nauki, na bazie wyższego wykształcenia. W 1968 roku uruchomiono oddział zaoczny z trzyletnim czasem nauki, także na bazie wyższego wykształcenia. Od 1967 roku na bazie szkoły prowadzone były republikańskie kursy podwyższenia kwalifikacji kadr partyjnych, radzieckich i ideologicznych, w 1987 roku przekształcone w wydział. W latach 1982−1986 na uczelni odbywały się kursy kadr partyjnych i państwowych Polskiej Rzeczypospolitej Ludowej.
W roku akademickim 1990/1991 uczelnia miała w swoim składzie 10 katedr: historii Komunistycznej Partii Związku Radzieckiego (KPZR), filozofii marksizmu-leninizmu, ekonomii politycznej, komunizmu naukowego, polityki światowej i międzynarodowej działalności KPZR, budownictwa partyjnego, radzieckiego budownictwa państwowego i prawa, ekonomiki ZSRR, kultury socjalistycznej oraz przysposobienia wojskowego. Posiadała około 1 tysiąca słuchaczy. Pracowało na niej 90 wykładowców, w tym 15 doktorów nauk (odpowiednicy polskich doktorów habilitowanych) i 60 kandydatów nauk (odpowiednicy polskich doktorów). W czasie istnienia Mińskiej Wyższej Szkoły Partyjnej jej wykładowcy wydali ponad 100 monografii i broszur na temat nauk społecznych. W latach 1956−1990 ukończyło ją około 10 tysięcy ludzi. W latach 1968−1990 przy uczelni działało muzeum.
W 1991 roku uczelnia została przekształcona w Instytut Politologii i Zarządzania Społecznego Komunistycznej Partii Białorusi. W tym samym roku został on zamknięty w związku z decyzją Rady Najwyższej Białoruskiej SRR o wstrzymaniu działalności KPZR-KPB na terytorium Białoruskiej SRR.